# Breda 501
Le Canon automoteur de 90/53 Breda 501 - Semovente ruotato da 90/53 Breda 501 - est un prototype de chasseur de char à roues mis au point en Italie en 1942 par le constructeur milanais Ernesto Breda Costruzioni Meccaniche. Il est armé du canon anti-aérien Ansaldo de 90/53 mm Mod. 39.
Dans les documents de l'époque, on note qu'il a aussi été appelé Breda Autocannone Blindato Tipo 102.

## Histoire
Lorsque le Regio Esercito voulut se doter d'un support très mobile pour déplacer son redoutable Cannone da 90/53, il choisit de le monter sur le châssis des camions Lancia 3Ro puis Breda 51. 
Le prototype de ce dernier modèle est présenté dans l'usine Ansaldo de  Sampierdarena de Gênes le 11 mars 1941. Le modèle définitif, nommé Cannone autocampale da 90/53 su autotelaio Breda 51 (Canon automoteur de 90/53 sur châssis Breda 51)  n'est terminé qu'en avril 1942. Le 24 mai 1941, une première commande est passée à la société Ansaldo pour 70 exemplaires. Le 18 septembre de la même année, la commande est transformée en 50 exemplaires sur châssis Breda 51 et 20 sur châssis Lancia 3Ro. La dernière commande passée à Ansaldo le 2 décembre 1941 porte à 90 le nombre de canons automoteurs sur châssis Breda. Le premier lot de 20 unités est livré en 1941, le dernier exemplaire est livré le 1er mai 1943 au Regio Esercito.
Au cours de la campagne en Afrique du nord, l'armée italienne a rapidement compris l'efficacité du canon lourd de 90 mm, légèrement plus performant que le canon allemand de 88 mm FlaK 18, tant en tir antiaérien qu'antichar. Ses projectiles pèsent 10,33 kg, ont une vitesse initiale de 830 m/s, une portée maximale de 17 km. Ces caractéristiques lui permettaient de détruire tous les chars utilisés lors de la Seconde Guerre mondiale. Le canon a une rotation de 360° et une élévation de -2° à +85°. Son principal inconvénient était sa masse de 6.240 kg.     
Cependant, après l'expérience des canons tractés et montés sur camions, l'armée italienne demanda à la société Breda de travailler sur un pure véhicule antichar. Breda basa cette nouvelle conception sur le châssis d’un camion, le Breda 102, pourvu d'un blindage de 30 mm à l’avant, 15 mm sur ses côtés, 8 mm à l'arrière. Le canon de 90 mm fut installé au centre d'un compartiment de combat ouvert, tirant vers  l'avant du véhicule, avec un débattement de 70°. La défense arrière du véhicule était assurée par deux mitrailleuses Breda 38 sur pivots.
En 1943, le prototype est terminé et commence à être testé sous le nom de Breda 501. Bien qu'il ait fait ses preuves lors de ses essais, la poursuite du projet est arrêtée à la suite de la signature de l'armistice à la fin de 1943. Il est possible que quelques exemplaires furent achevés, mais aucun n'a été utilisé au combat, et aucune archive officielle ne mentionne le nombre exact d'exemplaires fabriqués.